# Гридлі (Іллінойс)
Гридлі (англ. Gridley) — селище (англ. village) в США, в окрузі Маклейн штату Іллінойс. Населення — 1456 осіб (2020).

## Географія
Гридлі розташоване за координатами 40°44′38″ пн. ш. 88°52′50″ зх. д. / 40.74389° пн. ш. 88.88056° зх. д. (40.743856, -88.880640).  За даними Бюро перепису населення США в 2010 році селище мало площу 3,20 км², уся площа — суходіл.

## Демографія
Згідно з переписом 2010 року, у селищі мешкали 1432 особи в 574 домогосподарствах у складі 404 родин. Густота населення становила 448 осіб/км².  Було 609 помешкань (191/км²).
Расовий склад населення:
| - 97,5 % — білих - 0,7 % — чорних або афроамериканців - 0,3 % — азіатів - 0,2 % — корінних американців |

До двох чи більше рас належало 0,9 %. Частка іспаномовних становила 1,5 % від усіх жителів.
За віковим діапазоном населення розподілялося таким чином: 26,1 % — особи молодші 18 років, 58,9 % — особи у віці 18—64 років, 15,0 % — особи у віці 65 років та старші. Медіана віку мешканця становила 39,2 року. На 100 осіб жіночої статі у селищі припадало 97,5 чоловіків;  на 100 жінок у віці від 18 років та старших — 92,4 чоловіків також старших 18 років.
Середній дохід на одне домашнє господарство  становив 72 548 доларів США (медіана — 63 125), а середній дохід на одну сім'ю — 78 321 долар (медіана — 70 750). Медіана доходів становила 52 222 долари для чоловіків та 36 528 доларів для жінок. За межею бідності перебувало 4,1 % осіб, у тому числі 5,3 % дітей у віці до 18 років та 7,3 % осіб у віці 65 років та старших.
Цивільне працевлаштоване населення становило 679 осіб. Основні галузі зайнятості: освіта, охорона здоров'я та соціальна допомога — 30,2 %, фінанси, страхування та нерухомість — 14,6 %, виробництво — 10,9 %, роздрібна торгівля — 10,0 %.